# Olympische Sommerspiele 2000/Teilnehmer (Irland)
| Gelbes Symbol für Goldmedaillen mit stilisierten Olympischen Ringen | Graues Symbol für Silbermedaillen mit stilisierten Olympischen Ringen | Braundes Symbol für Bronzemedaillen mit stilisierten Olympischen Ringen |
| ------------------------------------------------------------------- | --------------------------------------------------------------------- | ----------------------------------------------------------------------- |
| —                                                                   | 1                                                                     | —                                                                       |

Irland nahm an den Olympischen Sommerspielen 2000 in Sydney, Australien, mit einer Delegation von 64 Sportlern, 40 Männer und 24 Frauen, teil.

## Medaillengewinner

### Silber
| Name             | Sportart       | Wettkampf          |
| ---------------- | -------------- | ------------------ |
| Sonia O’Sullivan | Leichtathletik | Frauen, 5000 Meter |

## Teilnehmer nach Sportarten

### Badminton
- Sonya McGinn
Frauen, Einzel: 2. Runde

### Boxen
- Michael Roche
Halbmittelgewicht: 1. Runde

### Kanu
- Gary Mawer
Männer, Zweier-Kajak, 500 Meter: Vorrunde
Männer, Zweier-Kajak, 1000 Meter: Halbfinale

- Eadaoin Ní Challarain
Frauen, Einer-Kajak, Slalom: 18. Platz

- Ian Wiley
Männer, Einer-Kajak, Slalom: 16. Platz

### Leichtathletik
- Paul Brizzel
Männer, 100 Meter: Vorläufe
Männer, 200 Meter: Vorläufe
Männer, 4 × 100 Meter: Vorläufe

- Mark Carroll
Männer, 5000 Meter: Vorläufe

- Peter Coghlan
Männer, 110 Meter Hürden: Viertelfinale

- Tom Coman
Männer, 400 Meter: Vorläufe
Männer, 4 × 400 Meter: Vorläufe

- Tom Comyns
Männer, 4 × 100 Meter: Vorläufe

- Jamie Costin
Männer, 50 Kilometer Gehen: 38. Platz

- Robert Daly
Männer, 4 × 400 Meter: Vorläufe

- Sinéad Delahunty
Frauen, 1500 Meter: Vorläufe

- Breda Dennehy-Willis
Frauen, 5000 Meter: Vorläufe
Frauen, 10.000 Meter: Vorläufe

- Robert Heffernan
Männer, 20 Kilometer Gehen: 28. Platz

- Olive Loughnane
Frauen, 20 Kilometer Gehen: 35. Platz

- Emily Maher
Frauen, 4 × 400 Meter: Vorläufe

- David Matthews
Männer, 800 Meter: Vorläufe

- John McAdorey
Männer, 4 × 100 Meter: Vorläufe

- Martina McCarthy
Frauen, 4 × 400 Meter: Vorläufe

- Paddy McGrath
Männer, Hammerwurf: 41. Platz in der Qualifikation

- Tom McGuirk
Männer, 400 Meter Hürden: Vorläufe

- Terry McHugh
Männer, Speerwurf: 20. Platz in der Qualifikation

- Paul McKee
Männer, 4 × 400 Meter: Vorläufe

- John Menton
Männer, Diskuswurf: 40. Platz in der Qualifikation

- James Nolan
Männer, 1500 Meter: Vorläufe

- Paul Opperman
Männer, 4 × 400 Meter: Vorläufe

- Gillian O’Sullivan
Frauen, 20 Kilometer Gehen: 10. Platz

- Sonia O’Sullivan
Frauen, 5000 Meter: Silber 
Frauen, 10.000 Meter: 6. Platz

- Brendan Reilly
Männer, Hochsprung: 23. Platz in der Qualifikation

- Sarah Reilly
Frauen, 100 Meter: Viertelfinale
Frauen, 200 Meter: Vorläufe

- Gary Ryan
Männer, 4 × 100 Meter: Vorläufe

- Rosemary Ryan
Frauen, 5000 Meter: Vorläufe

- Ciara Sheehy
Frauen, 4 × 400 Meter: Vorläufe

- Karen Shinkins
Frauen, 400 Meter: Vorläufe
Frauen, 4 × 400 Meter: Vorläufe

- Susan Smith-Walsh
Frauen, 400 Meter Hürden: Vorläufe

- Nick Sweeney
Männer, Diskuswurf: 36. Platz in der Qualifikation

### Radsport
- David McCann
Männer, Straßenrennen, Einzel: 42. Platz

- Deirdre Murphy
Frauen, Straßenrennen, Einzel: DNF

- Tarja Owens
Frauen, Mountainbike, Cross-Country: 29. Platz

- Ciarán Power
Männer, Straßenrennen, Einzel: 73. Platz

- Robin Seymour
Männer, Mountainbike, Cross-Country: 28. Platz

### Reiten
- Heike Holstein
Dressur, Einzel: 42. Platz

- Austin O’Connor
Vielseitigkeit, Einzel: 17. Platz

- Trevor Smith
Vielseitigkeit, Einzel: 18. Platz

- Nicola Cassidy, Patricia Donegan-Ryan, Virginia McGrath & Susan Shortt
Vielseitigkeit, Mannschaft: 5. Platz

### Rudern
- Neal Byrne, Neville Maxwell, Tony O’Connor & Gearóid Towey
Männer, Leichtgewichts-Vierer ohne Steuermann: 11. Platz

### Schießen
- Derek Burnett
Männer, Trap: 18. Platz

- Alan Lewis
Männer, Kleinkaliber, liegend: 41. Platz

- David Malone
Männer, Trap: 22. Platz

### Schwimmen
- Andrew Bree
Männer, 100 Meter Brust: 41. Platz
Männer, 200 Meter Brust: 27. Platz

- Chantal Gibney
Frauen, 50 Meter Freistil: 48. Platz
Frauen, 100 Meter Freistil: 42. Platz
Frauen, 200 Meter Freistil: 28. Platz
Frauen, 400 Meter Freistil: 34. Platz

- Colin Lowth
Männer, 200 Meter Schmetterling: 37. Platz

- Emma Robinson
Frauen, 100 Meter Brust: 29. Platz

### Segeln
- David Burrows
Männer, Finn-Dinghy: 9. Platz

- Mark Mansfield & David O’Brien
Männer, Star: 14. Platz

- Maria Coleman
Frauen, Europe: 12. Platz